# Richard Miller (polityk)
Richard Miller (ur. 16 listopada 1954 w Charleroi) – belgijski polityk, samorządowiec i dziennikarz, parlamentarzysta, w latach 1999–2000 przewodniczący Parlamentu Walońskiego, później szef parlamentu i minister w rządzie Francuskiej Wspólnoty Belgii.

## Życiorys
Ukończył studia filozoficzne na Université libre de Bruxelles, następnie przez kilka lat pracował jako dziennikarz w Brabancji. Od 1982 do 1990 był asystentem prasowym lidera Partii Reformatorsko-Liberalnej Louisa Michela, kierował kampaniami wyborczymi partii w 1989 i 1991. Pracował następnie jako doradca w Radzie Regionu Walońskiego, dochodząc do fotela zastępcy dyrektora generalnego. Pomiędzy 1996 a 1999 kierował gabinetem Louisa Michela. Jest autorem kilku książek.
Został członkiem Partii Reformatorsko-Liberalnej, a po jej przekształceniu Ruchu Reformatorskiego (był członkiem lokalnych władz MR oraz dyrektorem powiązanego z nią Centrum im. Jeana Gola). W latach 1999–2014 (z przerwami) zasiadał w Parlamencie Walońskim oraz Francuskiej Wspólnoty Belgii. Od lipca 1999 do kwietnia 2000 kierował pierwszym z nich, następnie od kwietnia do października 2000 drugim. Następnie w latach 2000–2003 pozostawał ministrem w rządzie wspólnoty francuskojęzycznej ds. kultury, literatury i spraw audiowizualnych. W latach 2001–2019 zasiadał w radzie miejskiej Mons, do 2010 był schepenem (członkiem władz miejskich), natomiast od 2010 do 2014 reprezentował wspólnotę w federalnym Senacie. W 2014 kandydował do Izby Reprezentantów, mandat uzyskał w tym samym roku w miejsce Marie-Christine Marghem i zasiadał w nim do 2019.
Odznaczony Orderem Leopolda V klasy (2019) oraz Orderem Plejady II klasy za działania na rzecz Frankofonii (2009).